# Jerzy Ertli

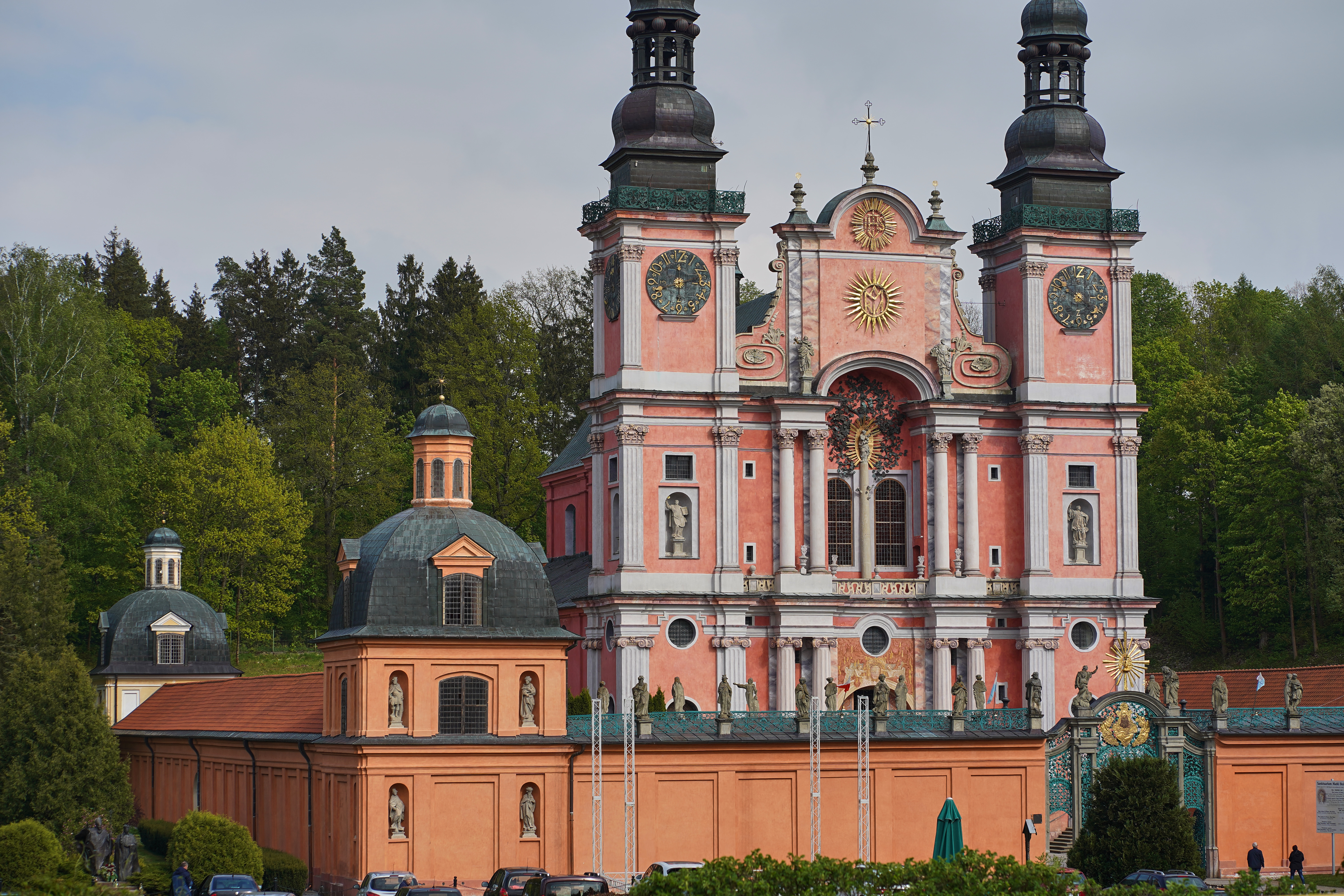
Bazylika Nawiedzenia Najświętszej Maryi Panny w Świętej Lipce

Jerzy Ertli (ur. ok. 1625 w Weisenbach w Tyrolu, zm. między 18 a 28 marca 1697 w Wilnie) – mistrz murarski pochodzenia austriackiego, czynny w Wilnie i na Warmii.
Na tereny Rzeczypospolitej przybył około 1665. W latach 1655–1656 był zatrudniony przy budowie zamku w Birżach. Przypuszcza się, że brał udział w remontach wileńskiego zamku i katedry. W 1672 został obywatelem królewskiego miasta Wilna, po przyjęciu do jego prawa miejskiego. Od 1677 pracował na rzecz jezuitów przy budowie plebanii kościoła św. Jana w Wilnie.
Największym jego dziełem była budowa kościoła w Świętej Lipce. Przy budowie tej Ertli pracował w trzech etapach: 16 marca 1688 rozpoczęto prace przy podziemnej części budowli i murów na wysokość 6 łokci, 23 października 1688 podpisano drugi kontrakt na wzniesienie murów kościoła na wysokość 17,5 łokcia (10,5 m - wysokość ścian naw bocznych od posadzki do okapu), który zrealizowano do 1690; trzeci kontrakt podpisano 14 listopada 1690 na zasklepienie nawy głównej, budowę szczytu fasady z osadzeniem elementów kamiennych, szczytu wschodniego i wież. Jerzy Ertli pracował w Świętej Lipce do 1694 lub 1696. Rozpoczął prace przy budowie krużganków okalających kościół.